# Угнев
У́гнев (укр. Угнів) — город в Белзской городской общине Шептицкого района Львовской области Украины.
Наименьший город Украины по населению.

## Географическое положение
Расположен в Надбужанский котловине, на реке Солокии, в двух километрах от границы с Польшей.

## История
Первое упоминание о поселении относится к 1360 году. В 1462 году получил магдебургское право как город Белзского воеводства Польского королевства.
Испытывал нападение крымских татар в 1621 году, 1624 году — эпидемию, в 1634 — крупный пожар.
В 1890 году в местечке Угнев действовали водяная мельница, маслобойка, две двухклассные школы (государственная и частная) и каменный римско-католический костел 1855—1857 гг. постройки.
После распада Австро-Венгрии Угнев оказался в составе Львовского воеводства Польши, в сентябре 1939 года — вошёл в состав СССР и 17 января 1940 года стал центром Угневского района Львовской области. В ходе Великой Отечественной войны в 1941—1944 гг. был оккупирован немецкими войсками.
В 1947 году в рамках акции «Висла» украинское население выселили на запад и север Польши. В 1951 году, согласно советско-польскому договору, Угнев и соседние территории с богатыми залежами каменного угля, перешли к СССР в обмен на территории на верхнем Сане, которые перешли к Польше. После этого польское население покинуло Угнев.
В январе 1989 года численность населения составляла 1161 человек, здесь действовали мебельное производство и комбикормовый завод.
В 1997 году находившееся здесь профессионально-техническое училище № 77 объединили с ПТУ № 13 города Белз.

## Население
По данным переписи 2001 года, украинцы составляли 98,20 % населения Угнева, русские — 1,20 %.

### Языковой состав
Родной язык населения по данным переписи 2001 года:
| Язык       | Численность, чел. | Доля     |
| ---------- | ----------------- | -------- |
| Украинский | 987               | 98,80 %  |
| Русский    | 10                | 1,00 %   |
| Другое     | 2                 | 0,20 %   |
| Итого      | 999               | 100,00 % |

Украинский язык является основным и единственным официальным языком города.

## Транспорт
Железнодорожная станция Угнев Львовской железной дороги.

## Персоналии
- Бараник, Северин (1889—1941) — блаженный Украинской грекокатолической церкви, священник, мученик.
- Дедицкий, Богдан Андреевич (1827—1909) — первый профессиональный галицко-русский журналист, писатель и поэт.
- Каминский, Андрей Варфоломеевич (1873—1957) — украинский писатель и публицист, политический деятель.

## Галерея

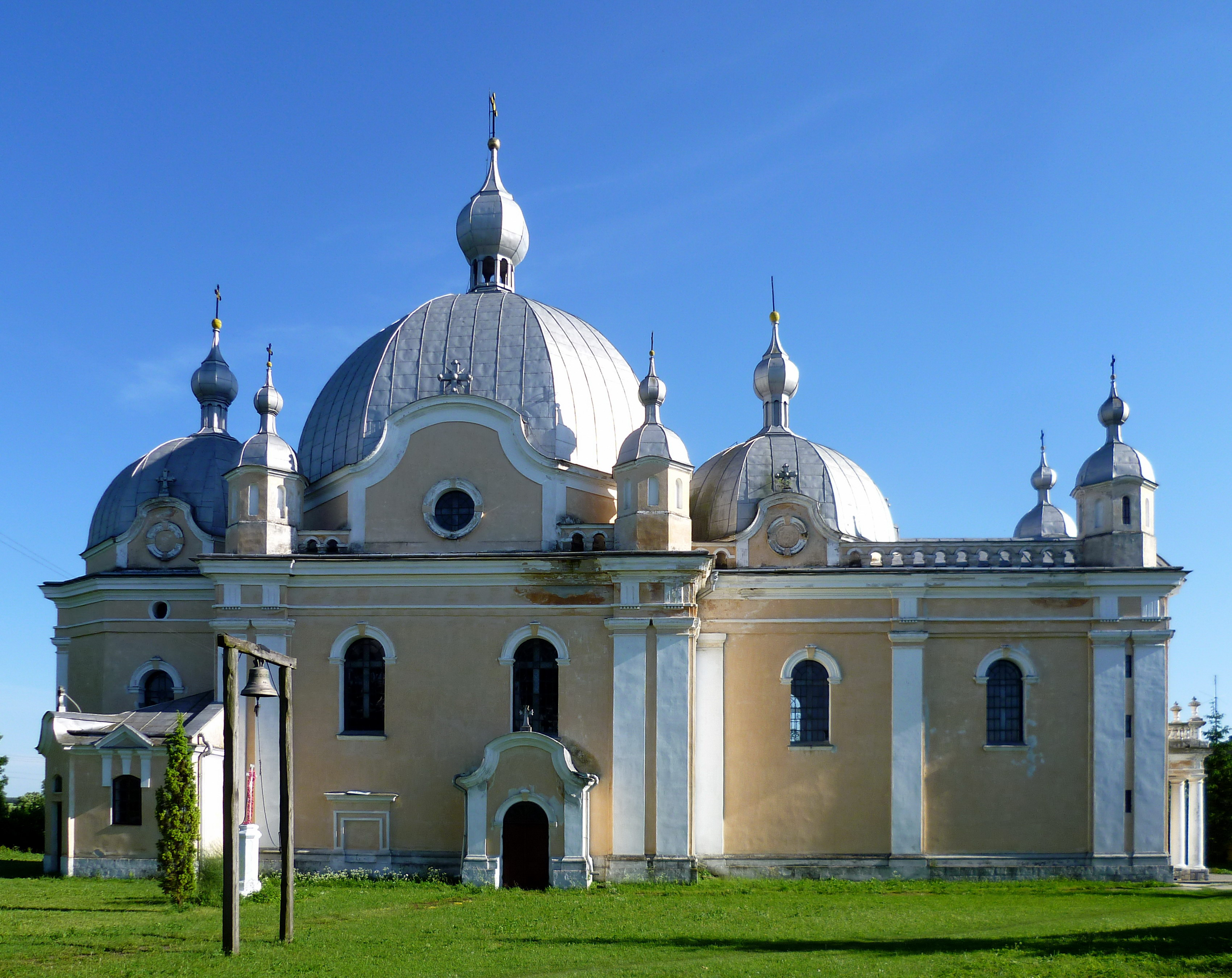
Церковь Рождества Пресвятой Богородицы
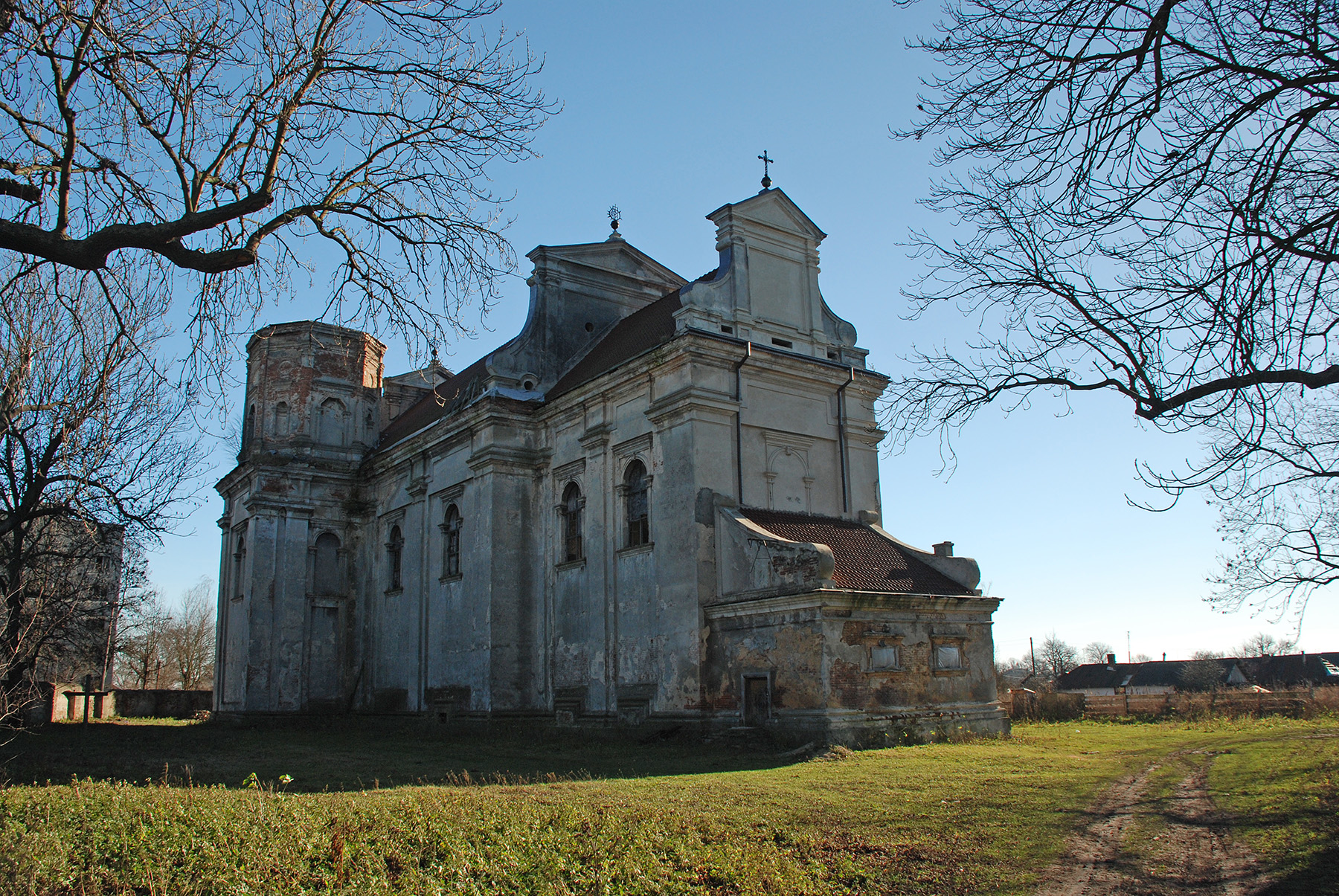
Костел Успения Пресвятой Богородицы
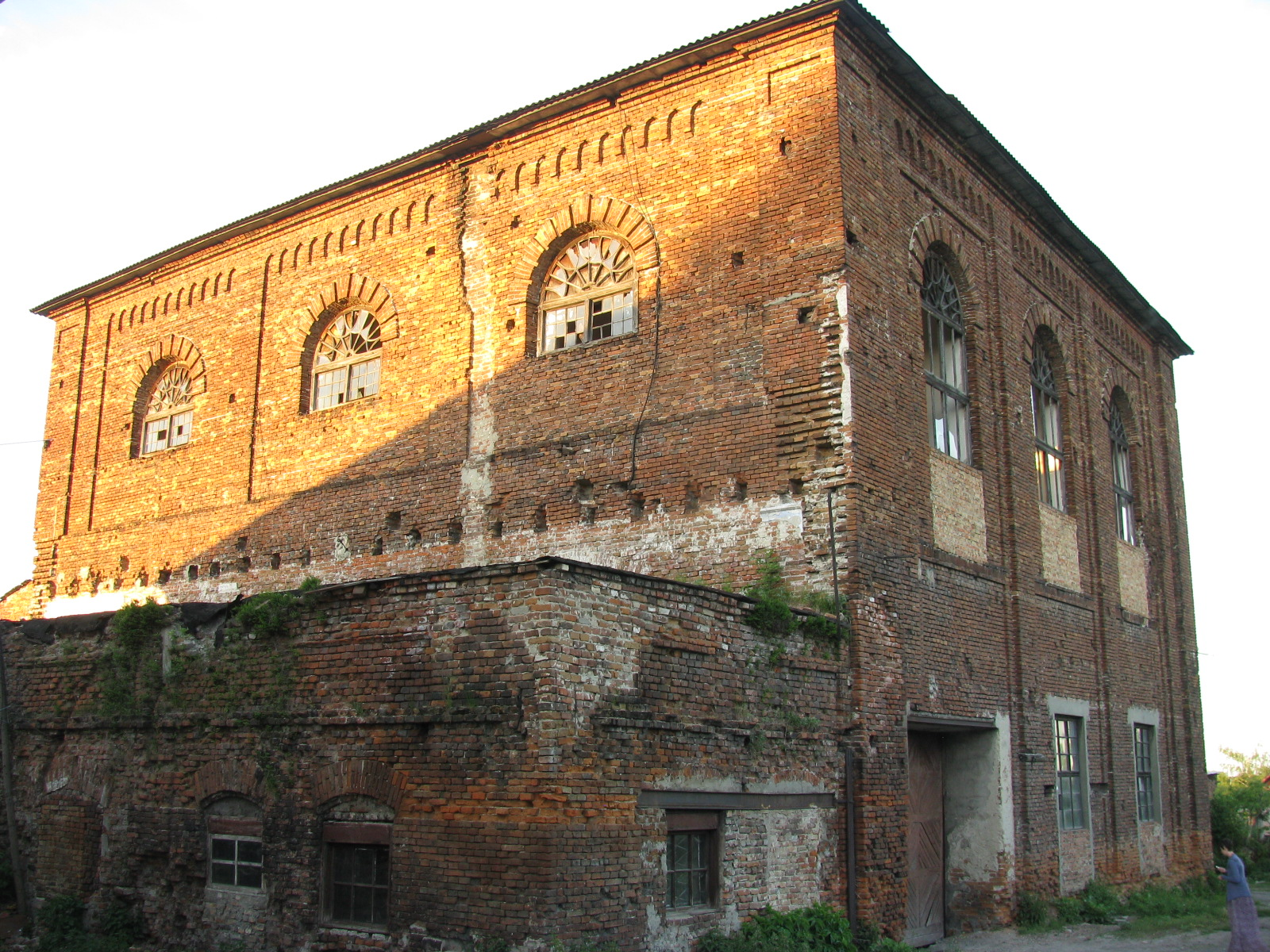
Синагога
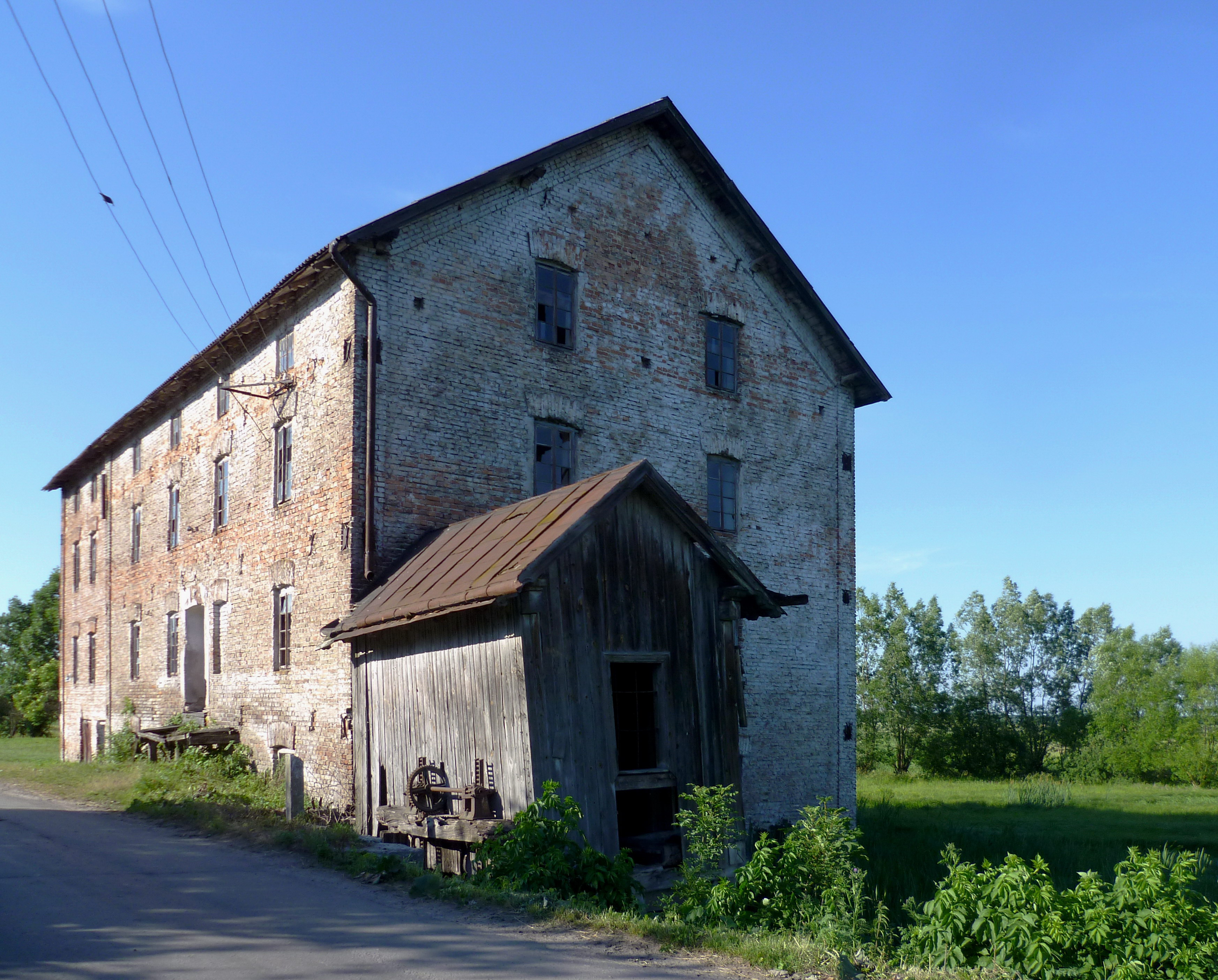
Мельница